# Heliane
Heliane ist ebenfalls eine Form des weiblichen Vornamens Helene, es gibt darüber auch eine Oper, nämlich „Das Wunder der Heliane“, von Erich Wolfgang Korngold.
Zurückzuführen ist der Ursprung des Namens allerdings auf den  griechischen Sonnengott Helios, daher wird der Name manchmal auch mit Sonnenkind übersetzt, danach gab es auch in der röm. Antike eine Form von Heliane, nämlich Aelianus, dies war aber ein maskuliner Vorname und daraus entstand dann Helian. Eine Form gibt es von Heliane auch noch in Frankreich: Helianne.